# Vyhnání z ráje
Pour plus de détails, voir Fiche technique et Distribution.
Vyhnání z ráje est un film tchèque réalisé par Věra Chytilová, sorti en 2001. Le film est basé sur Le Singe nu de Desmond Morris publié en 1967.

## Fiche technique
- Titre original : Vyhnání z ráje (litt. « Le Bannissement du paradis »)
- Réalisation : Věra Chytilová
- Scénario : Bolek Polívka d'après Desmond Morris
- Pays d'origine : République tchèque
- Format : Couleurs - 35 mm - 1,85:1 - Stéréo
- Genre : comédie dramatique
- Durée : 124 minutes
- Date de sortie : 2001

## Distribution
- Bolek Polívka : le directeur Rosta / le docteur
- Jan Antonín Pitínský : Petr, le scénariste
- Milan Šteindler : Igor, le producteur
- Veronika Bellová : Andrea
- Arnošt Goldflam : Kabrhel
- Tomáš Matonoha : Pavel
- Jiří Pecha : le philosophe
- Josef Polásek : Láda Dadák
- Otakáro Schmidt : le directeur de la photographie
- Jiøí Severa : le nudiste
- Pavel Zatloukal : Krejza